# Dokosan
Dokosan (CH3(CH2)20CH3) (sumární vzorec C22H46) je uhlovodík patřící mezi alkany, má 22 uhlíkových atomů v molekule.